# Пиктски език
Пиктският език е мъртъв келтски език, говорен между VI и XI век от пиктите в днешна северна Шотландия.
Сведенията за него са много ограничени и включват главно следи в ономастиката. В миналото се е допускало, че езикът е прединдоевропейски, но според преобладаващото днес мнение той е островен келтски език. След унищожаването на самостоятелната пиктска държава през IX век пиктският език е изместен от сродния шотландски келтски, като вероятно напълно изчезва към края на XI век.